# Antilla (Salta)
Antilla es una localidad del municipio el Potrero en departamento Rosario de la Frontera,en la provincia de Salta, Argentina. Se ubica al sudeste de la ciudad de Rosario de la Frontera a través de la Ruta Nacional 34 en el km 931.Fue una estación Ferroviaria,y en el día hoy es una de las localidades más pobres sin poder acceder a una buena atención de salud como tampoco de transportes públicos.

## Población
Contaba con 619 habitantes (Indec, 2001), lo que representa un incremento del 20% frente a los 516 habitantes (Indec, 1991) del censo anterior.

## Sismicidad
La sismicidad del área de Salta es frecuente y de intensidad baja, y un silencio sísmico de terremotos medios a graves cada 40 años